# Abdij Bellelay

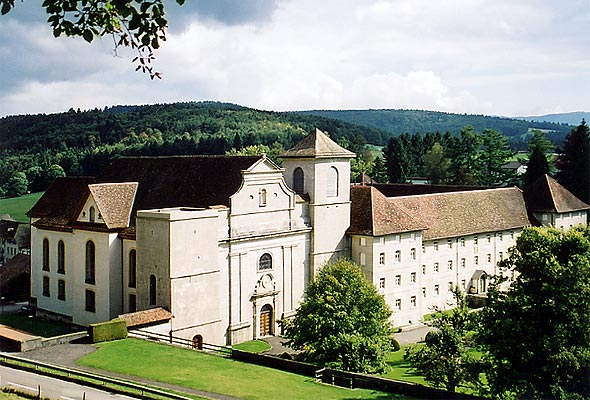
abdijcomplex van Bellelay

De abdij Bellelay is een abdij van de Premonstratenzers in het district Bernse Jura in Zwitserland en is tegenwoordig een psychiatrische kliniek. Het is een erfgoed van nationaal belang en het voormalige abdijcomplex staat op de Inventarislijst van het Zwitserse Erfgoed.

## Geschiedenis

Wapen van Bellelay

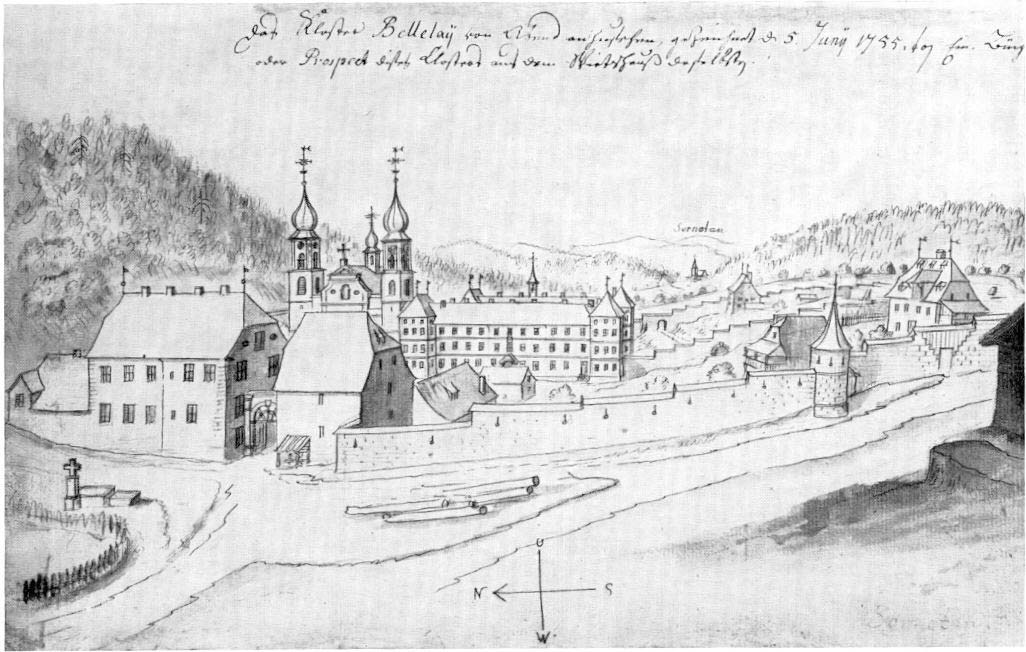
historische ansichtkaart van de Abdij Bellalay uit 1795

De abdij is volgens de legende in 1136 gesticht door prior Siginand van de abdij Moutier-Grandval. Siginand zou verdwaald zijn in de Haut-Jura tijdens het jagen op wilde beren en kon daarna de weg niet meer terugvinden. Hij beloofde dat hij een  klooster zou stichten en kwam vier dagen later veilig in Moutier terug. Het klooster dat op deze plek opgericht werd, kreeg naar zijn belofte de naam van "belle laie" ("laie" is de naam voor een vrouwelijke wilde beer.) Het verhaal is echter onwaarschijnlijk, omdat de abdij Moutier-Grandval een abdij van de Benedictijnen is en niet van de Premonstranzers.
Volgens andere bronnen is de abdij waarschijnlijk gesticht als gevolg van de invloed van de bisschop van Basel aan de zuidwestelijke zijde van het bisdom dicht bij de abdij Moutier-Grandval.
De stichting werd in 1442 door paus Innocentius II erkend. In de eerste jaren van de abdij waren er veel spellingsvariaties van de naam in omloop waaronder Balelaia, Belelagia, Belelai, Belilaia, Bellale, Bella Lagia, Bellelagia and Bellilagia. De naam komt uit het Latijnse bella lagia ("mooi bos").
De abdij bezat een aantal uithoven in de wijde omtrek. Ze was het moederhuis van een aantal abdijen, waaronder de abdij van Gottstatt en de abdij van Himmelspforte in de plaats Grenzach-Wyhlen in de deelstaat Baden-Württemberg.
Bellelay stond onder bestuur van het bisdom Basel, maar de abdij opereerde als een onafhankelijke heerlijkheid, zeker vanaf 1414 toen ze onder bescherming stond van de steden Bern en Solothurn en vanaf 1516 ook onder bestuur van Biel. De abdij ging door het tekenen van het contract akkoord met de eisen die de andere steden stelden, waarmee haar positie gewaarborgd bleef.
Ondanks dat de abt het recht had om in lagere zaken op het grondgebied van de abdij recht te spreken en in 1414 op het Concilie van Konstanz het recht kreeg om de ring, de mijter en het kruis te gebruiken, was de abdij Bellelay nooit een rijksabdij.
De gebouwen werden tijdens de Zwabische Oorlog in 1499 geplunderd. Tijdens de Reformatie ging een aantal monniken over op het Protestantisme. Als dank voor de vrede van de abdij met Solothurn werd de abdij tijdens de Dertigjarige Oorlog gespaard. De abdij bereikte haar hoogtepunt in de achttiende eeuw, omdat ze opnieuw een plek werd voor onderwijs aan de Europese adel. Tijdens de achttiende eeuw werden de gebouwen op het complex herbouwd en de abdijkerk werd in 1714 gesloopt. De universiteit van de abdij opende in 1772 en had in 1779 tweeënzestig leerlingen uit heel Europa. In 1782 werd er een nieuwe vleugel met collegezalen gebouwd om tegemoet te komen aan de groeiende populatie studenten en in 1797 waren er honderd studenten op Bellelay.
In 1797 werden de gebouwen door Franse troepen bezet en de abdij werd geseculariseerd. De oorspronkelijke meubels werden verkocht. Het altaar van de abdij Bellelay staat nu in de parochiekerk gewijd aan Maria-Tenhemelopneming in Saignelégier.
In de negentiende eeuw werden de gebouwen van de abdij gebruikt voor een horlogefabriek, daarna voor een brouwerij en uiteindelijk een glasfabriek. In 1890 verwierf het kanton Bern het gebied waarna de gebouwen dienstdeden als psychiatrische inrichting.
Sinds het einde van de jaren zestig van de 20e eeuw worden de gebouwen gebruikt voor concerten en tentoonstellingen van de Fondation de l'Abbatiale de Bellelay.

## Architectuur

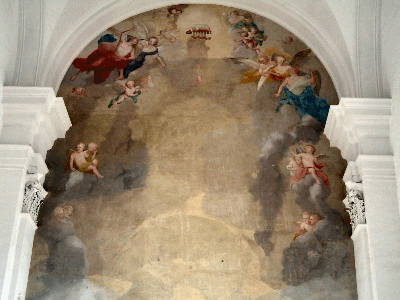
fresco

De huidige abdijkerk gewijd aan Maria-Tenhemelopneming werd door Franz Beer uit Vorarlberg in barokke stijl tussen 1708 en 1714 gebouwd. De kerk heeft twee torens aan de westkant die voorheen uienbollen hadden. Het interieur is gedecoreerd en geschilderd in de Wessobrunner School die in 1713 gecreëerd werd. De andere gebouwen op het abdijcomplex in barokke stijl stammen uit de achttiende eeuw.

## Tête de Moine
De monniken maakten de kaas Tête de Moine (Monnikskap). Deze kaas werd in 1192 voor het eerst in de abdij gemaakt en vormde het betaalmiddel van de abdij in de regio. De huidige beschrijving van het recept stamt uit de negentiende eeuw.